# Xyloryctes ensifer
Xyloryctes ensifer är en skalbaggsart som beskrevs av Bates 1888. Xyloryctes ensifer ingår i släktet Xyloryctes och familjen Dynastidae. Inga underarter finns listade i Catalogue of Life.